# Хэммек, Билл
Билл Хэммек (англ. William (Bill) S. Hammack; род. 1961), также известный как Engineer Guy (Инженер Гай) — американский инженер. Доктор философии (1988), занимает именную заслуженную кафедру в Иллинойском университете в Урбана-Шампейне, профессор. Его видеоролики «EngineerGuy» на YouTube были просмотрены почти семьдесят миллионов раз.

## Биография
Вырос в Маунт-Плезант (Мичиган); его мать была ботаником, а отец преподавал театральное искусство в Центральном Мичиганском университете.
Окончил Мичиганский технологический университет (бакалавр B.S. в области химической инженерии, 1984). В Иллинойском университете в Урбана-Шампейне получил степени M.S. (1986) и докторскую, также в области химической инженерии. Ныне там же занимает именную заслуженную кафедру (Grainger Distinguished Chair) и профессор, являлся именным профессором (William H. and Janet G. Lycan Professor). Прежде на протяжении десяти лет преподавал в Университете Карнеги-Меллона в Питтсбурге. Вернулся из Питтсбурга в Шампейн-Урбану в 1997 году.
С 1999 по 2005 радиокомментатор для Illinois Public Media.
Создатель и ведущий популярного YouTube-канала engineerguyvideo, запущенного в 2010.
Среди его книг Michael Faraday’s The Chemical History of a Candle with Lectures, Teaching Guides and Student Activities (2016), Why Engineers Need to Grow a Long Tail (2011), How Engineers Create the World (2012), Eight Amazing Engineering Stories (2012), Albert Michelson’s Harmonic Analyzer (2014).
Женат, есть дети.

## Отличия
- The National Association of Science Writer’s Science in Society Award
- American Chemical Society’s Grady-Stack Medal
- American Institute of Physics’ Science Writing Award
- Ralph Coats Roe Medal for Significant Contribution to the Public Understanding and Appreciation of the Engineer’s Worth to Society (2020)
- Медаль Гувера (2020)[7]
- National Science Board’s Public Service Award (2021)